# گروجچنو (استان وارمی-ماسوری)
گروجچنو (به لهستانی:  Grodziczno) یک روستا در لهستان است که در گمینا گروجچنو واقع شده‌است. گروجچنو ۸۹۰ نفر جمعیت دارد.